# Ottmar Pohl
Ottmar Pohl (* 14. Mai 1933 in Köln; † 11. Januar 1991 ebenda) war ein deutscher Politiker (CDU).

## Ausbildung und Beruf
Ottmar Pohl besuchte die Volksschule und das Gymnasium, an dem er 1953 das Abitur ablegte. Er belegte ein Studium der Rechtswissenschaften an der Universität zu Köln und legte 1957 das erste juristische Staatsexamen ab. 1959 wurde er zum Dr. jur. promoviert. Nach dem Besuch der Verwaltungshochschule Speyer legte er 1961 das zweite Staatsexamen ab. Pohl war anschließend von 1963 bis 1970 als Assistent und im Staatsdienst, zuletzt als Regierungsrat, tätig. Ab 1980 war er Geschäftsführer der Deutschen Wohnungsbaugesellschaft mbH. in Köln.

## Politik
Pohl war seit 1953 Mitglied der CDU. Von 1955 bis 1991 war er Mitglied des Kölner Kreisparteitages und von 1961 bis 1991 Vorsitzender des Ortsbezirksverbandes der CDU Köln rechtsrheinisch Süd sowie Mitglied des Parteivorstandes. Er war ab 1969 Mitglied des Rats der Stadt Köln und fungierte als Kreisvorsitzender der CDU Köln Stadt von 1982 bis 1990. Außerdem war Pohl Mitglied im Vorstand des Landesverbandes der CDU Nordrhein-Westfalen. Er war von 1969 bis 1970 Mitglied des Rates der Stadt Köln.
Vom 26. Juli 1970 bis zu seinem Tode am 11. Januar 1991 war Pohl Mitglied des 7., 8., 9., 10. und 11. Landtages von Nordrhein-Westfalen, in den er jeweils über die Landesliste einzog. Im Landtag wirkte er von 1963 bis 1970 als wissenschaftlicher Assistent der CDU-Landtagsfraktion, von 1971 bis 1980 als Parlamentarischer Geschäftsführer der CDU-Landtagsfraktion. 1975 bis 1985 und 1987 bis 1990 war er stellvertretender Vorsitzender der CDU-Landtagsfraktion. Als Schatzmeister der CDU-Landtagsfraktion war er von 1990 bis 1991 tätig.

## Mitgliedschaften
Pohl war Mitglied des Deutschen Beamtenbundes von 1970 bis 1991. Von 1965 bis 1971 und erneut ab 1985 wirkte er als stellvertretender Rundfunkratsvorsitzender des Westdeutschen Rundfunks (WDR). Mitglied des Aufsichtsrats der Westdeutschen Werbefernsehen GmbH war er von 1986 bis 1991.

## Privates
Ottmar Pohl war verheiratet und hatte zwei Kinder.

## Ehrungen
- 1980: Verdienstkreuz 1. Klasse der Bundesrepublik Deutschland
- 1985: Großes Verdienstkreuz der Bundesrepublik Deutschland
- 1990: Großes Verdienstkreuz mit Stern der Bundesrepublik Deutschland
- 1990: Verdienstorden des Landes Nordrhein-Westfalen[1]
- Nach ihm wurde in Köln-Kalk der Ottmar-Pohl-Platz benannt.